# Hygiene-Institut der Waffen-SS
Das Hygiene-Institut der Waffen-SS wurde 1939 als Bakteriologische Untersuchungsstelle der SS mit Sitz in Berlin gegründet. 1940 entstand hieraus das Hygiene-Institut der Waffen-SS. Es war unter anderem für die Experimente an Menschen in Konzentrationslagern, aber auch für zahlreiche weitere inhumane Untersuchungen verantwortlich. Die Leitung des Hygiene-Instituts der Waffen-SS hatte seit 1941 der spätere SS-Oberführer Joachim Mrugowsky.

## Organisatorische Einordnung

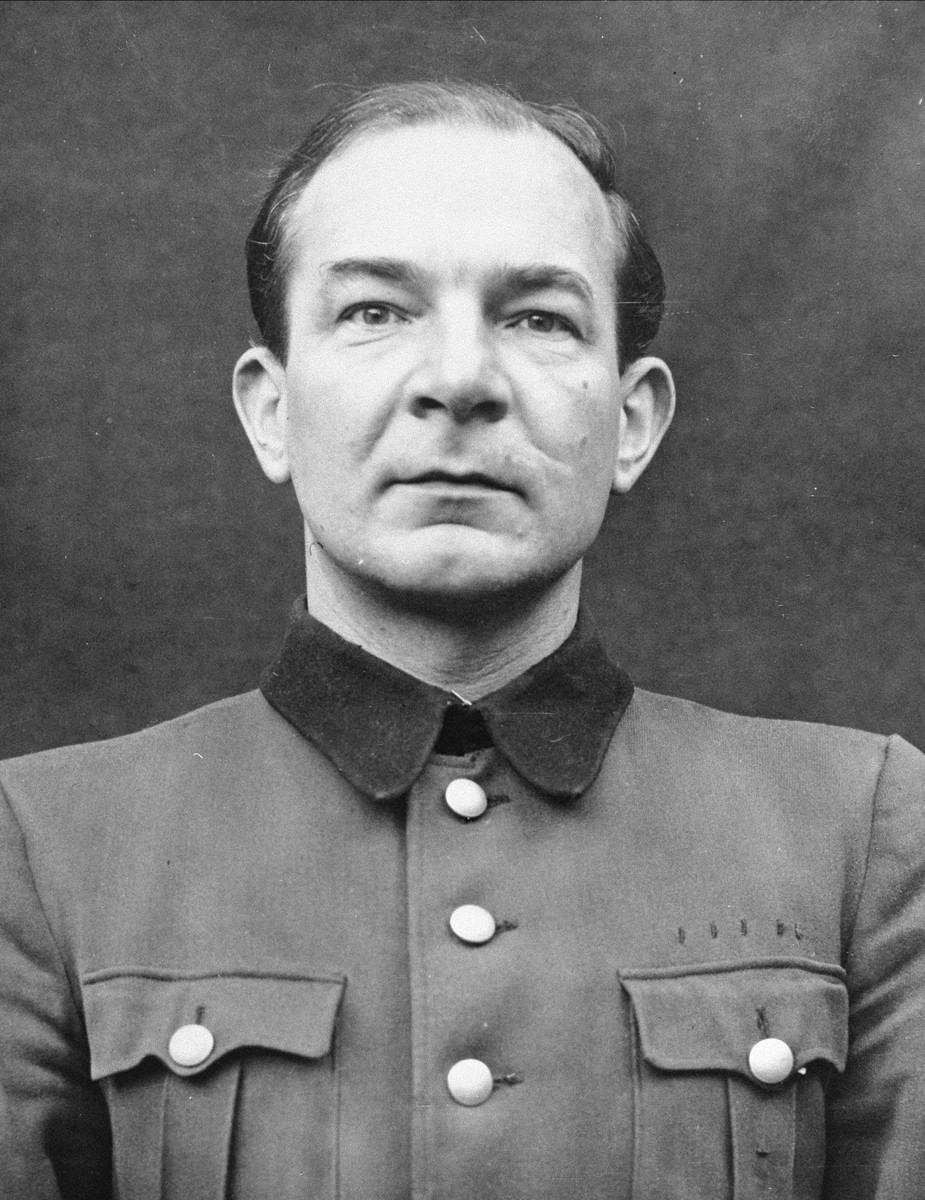
Joachim Mrugowsky als Angeklagter im Nürnberger Ärzteprozess.

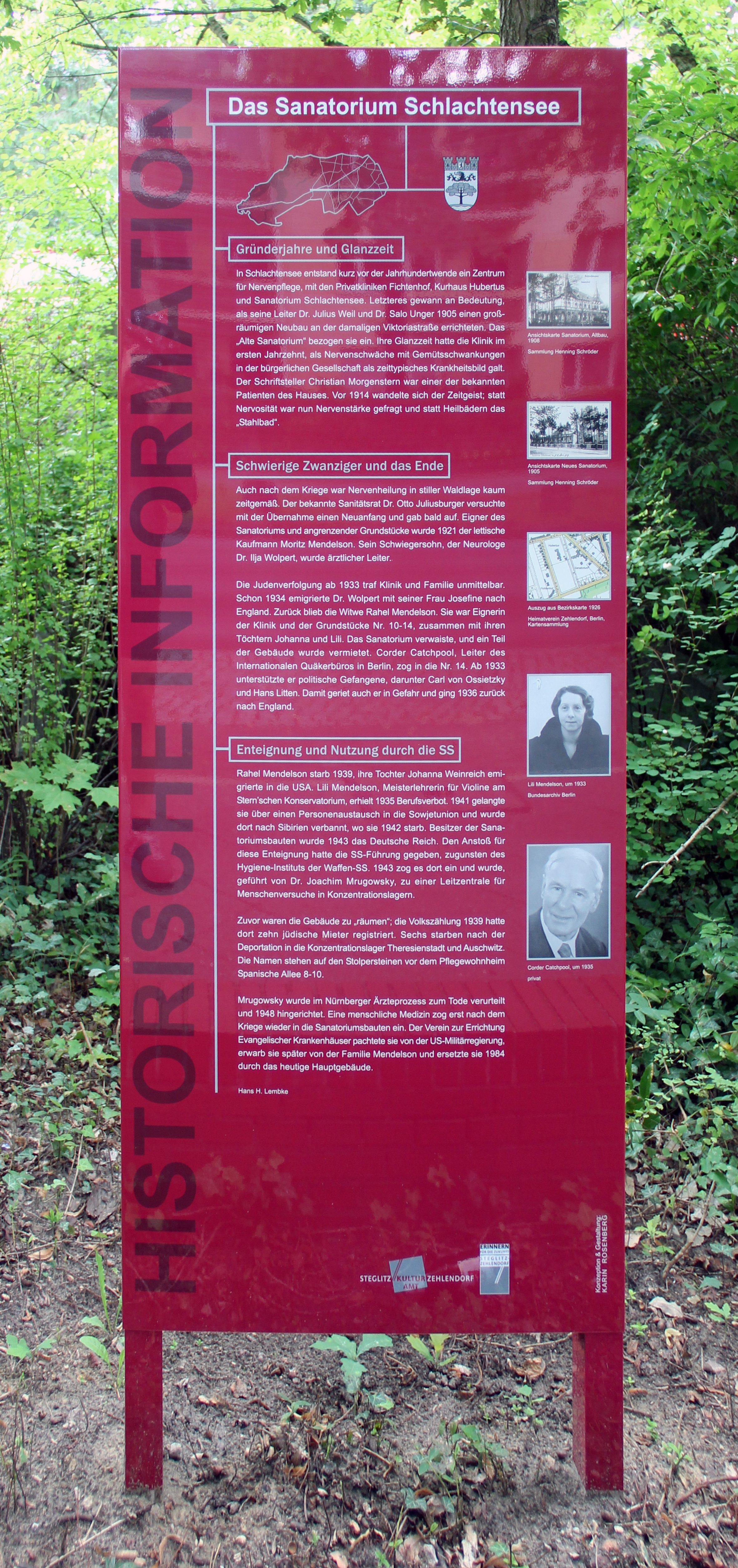
Gedenktafel, Spanische Allee 10, in Berlin-Nikolassee (2016)

Wesentliche Angelegenheiten der Waffen-SS wurden in den SS-Hauptämtern bearbeitet. Zuständig waren unter anderem das SS-Führungsamt sowie das SS-Führungshauptamt als Kommandostelle der Waffen-SS. In speziellen Fällen wurde diese dem Chef des Sanitätswesens der Waffen-SS bzw. dem Sanitätsamt der SS, dem das Hygiene-Institut der Waffen-SS unterstand, übertragen. Dies war 1940 aus der Hygienisch-Bakteriologischen Untersuchungsstelle der SS hervorgegangen.

## Aufgaben
Das Hygiene-Institut der Waffen-SS übernahm zahlreiche Aufgaben, von denen hier nur einige exemplarisch herausgegriffen werden können.
Als eine kritische Angelegenheit entwickelte sich in den ersten Kriegsjahren die Gesundheitsgefährdung der Armee bzw. der SS durch Seuchen. Die Verwüstungen in den eroberten Gebieten führten zu einer extremen gesundheitlichen Gefährdung der Bevölkerung. Seuchen brachen aus und damit entstand ein erhöhtes Ansteckungsrisiko sowohl für die Soldaten der Wehrmacht als auch für die SS-Angehörigen. Impfstoffe waren extrem knapp oder existierten gar nicht. Da aus Mangel an effizienten Medikamenten nur Ärzte geimpft werden durften, wurde das Hygiene-Institut der Waffen-SS eingeschaltet.
Am 29. Dezember 1941 fanden zwei Sitzungen des Reichsministeriums des Innern statt, die sich mit dieser Thematik beschäftigten. Teilnehmer waren Professor Eugen Gildemeister vom Robert-Koch-Institut und Albert Demnitz von den I.G.-Behringwerken, Marburg/Lahn. Es wurde festgelegt, neben anderen Wirkstoffen einen neu entwickelten Impfstoff der Behringwerke auf seine Eignung zu prüfen. Zusätzlich wurde beschlossen, dass Demnitz Kontakt zum Leiter des Hygiene-Instituts der Waffen-SS, dem SS-Standartenführer Mrugowsky aufnehmen sollte. Beide entschieden, umgehend Versuche mit Häftlingen des Konzentrationslagers Buchenwald durchführen zu lassen. Die Koordination, aber auch die Durchführung der Experimente sollte durch, bzw. mit Hilfe des Hygiene-Instituts der Waffen-SS erfolgen.
Am 29. Dezember 1941 wurde im Isolierblock 46 des Konzentrationslagers Buchenwald ein Versuchslabor eingerichtet. Die Einrichtung sowie die Bakterienkulturen wurden durch das Hygiene-Institut beschafft. Experimente mit Häftlingen begannen, wobei zuerst Versuche mit Fleckfiebererregern stattfanden. Seit Mitte April unterhielt das Hygiene-Institut eine Versuchsstation, in der ohne Unterbrechung bis zum Frühjahr 1945 Menschenversuche stattfanden. Selbst zwei Wochen vor Befreiung des Lagers liefen noch Versuchsreihen. Gesunden Häftlingen wurden Krankheitserreger injiziert. Das Rote Kreuz stellte später fest, dass die Experimente zur Erprobung der Wirksamkeit von Fleckfieberimpfstoffen, Ruhrimpfstoffen, Typhustherapeutika, Salben gegen Phosphor-Kautschuk-Brandwunden, zur Untersuchung der Verträglichkeit von Impfstoffen gegen Pocken, Typhus, Paratyphus A und B, Cholera, Fleckfieber, Diphtherie und Gelbfieber, als Versuchsfeld für Sexualhormone, Blutplasma, Gifte, Hungerödeme (Avitaminose), Fleckfieber-Rekonvaleszenten-Serum sowie zur Kontrolle von Blutserumkonserven dienen sollten. Die Entwicklung des Krankheitsbildes wurde bis zum Tod der Häftlinge beobachtet. Das Ziel war es in vielen Fällen, lediglich das infizierte Blut der Infizierten zu erhalten. Von August 1942 bis zum Oktober 1944 führte das Hygiene-Institut der Waffen-SS in Buchenwald 35 Versuchsreihen mit epidemischen Erregern durch, bei der 1.100 Menschen starben.
Neben Buchenwald errichtete das Hygiene-Institut der Waffen-SS auch in anderen Konzentrationslagern Labore. So gab es eine sehr intensive Zusammenarbeit mit dem KZ-Arzt Josef Mengele in Auschwitz, die von einigen Beobachtern als eine Freundschaft zwischen Ärzten interpretiert wurde. Dort hatte das Hygiene-Institut im, dem Lagerbereich benachbarten, Raisko ein „Versuchslabor“ unter der Leitung von Bruno Weber eingerichtet. Auch hier fand eine enge Kooperation mit der Industrie statt. So ist ein Briefwechsel zwischen dem Lagerkommandanten und Bayer Leverkusen über den Verkauf von 150 weiblichen Häftlingen übermittelt, dessen Wahrheitsgehalt jedoch von Bayer Leverkusen bestritten wird.
Neben Buchenwald und Auschwitz war auch Mauthausen Schauplatz von Menschenversuchen, die im Auftrag des Hygiene-Institutes der Waffen-SS durch SS-Ärzte durchgeführt wurden. 1943 wurden hier an 1.700 Häftlingen Impfstoffe gegen Paratyphus und Tetanus getestet. Zwischen 1943 und 1944 fanden Versuche an mehreren hundert Menschen mit Ernährungsersatzstoffen statt. Weitere Versuchsreihen mit hauptsächlich aus Getreide bestehender „Ostkost“ forderten zahlreiche Menschenleben.
Ein typischer tabellarischer Überblick der Ergebnisse von Menschenversuchen mit den Präparaten Akridin-Granula und Rutenol, den das Hygiene-Institut vorlegte, sah folgendermaßen aus, nachdem 39 Häftlinge mit schwerem Fleckfieber infiziert wurden und 21 Häftlinge starben:
| Anzahl Fälle | Symptom                                         | Anzahl Fälle | Symptome                             |
| ------------ | ----------------------------------------------- | ------------ | ------------------------------------ |
| 30           | gerötetes Gesicht                               | 2            | Erbrechen (Kontrolle)                |
| 37           | gedunsenes Gesicht                              | 15           | Verstopfung                          |
| 39           | Bindehautentzündung                             | 12           | Durchfall                            |
| 9            | Schüttelfrost                                   | 1            | Darmbluten                           |
| 38           | Kopfschmerzen                                   | 13           | Luftröhrenkatarrh                    |
| 39           | Exanthem                                        | 15           | Bronchitis                           |
| 38           | Exanthem hämoragisch                            | 1            | Bronchopneumonie (Lungenentzündung)  |
| 33           | Gelbfärbung der Hände                           | 1            | Unterhautphlegmone über dem Kehlkopf |
| 1            | Nierenbeckenentzündung und Harnröhrenentzündung | 8            | Ohrensausen                          |
| 11           | Schwerhörigkeit                                 | 1            | Nierenentzündung                     |
| 16           | geschwollene Zunge                              | 2            | Kreuzschmerzen                       |
| 6            | Nasenbluten                                     | 17           | Gliederschmerzen                     |
| 4            | Sprachstörungen                                 | 5            | Gefühllosigkeit der Extremitäten     |
| 4            | Ohnmachtsanfälle                                | 39           | Schlaflosigkeit                      |
| 10           | Muskelzucken                                    | 16           | Muskelschmerzen                      |
| 2            | Krämpfe                                         | 10           | Handzittern                          |
| 2            | Lähmungserscheinungen                           | 3            | Exophthalmus                         |
| 10           | Benommenheit                                    | 9            | Apathie                              |
| 36           | Delirien                                        | 2            | katatonischer Stupor                 |

Die Inhumanität der Experimente zeigt deutlich folgende ebenfalls enthaltene Übersicht. Neben einer Auflistung der beobachteten Folgekrankheiten enthielten Berichte Angaben zur Sterblichkeit der Probanden bei diesen Versuchen und der unbehandelten Kontrollgruppe, die das Hygiene-Institut der Waffen-SS weiterleitete.
| Sterblichkeit       | Prozentsatz |
| ------------------- | ----------- |
| bei der Kontrolle   | 55,5        |
| bei Akridin-Granula | 53,3        |
| bei Rutenol         | 53,3        |

Viele der KZ-Ärzte besaßen keinerlei Fachkenntnisse auf dem Gebiet der Impfstoffe. Erst gegen Kriegsende bezog das Hygiene-Institut daher KZ-Häftlinge, die wie zum Beispiel Ludwik Fleck selber Spezialisten waren, in die Rolle der Ärzte ein. Diese sabotierten die Arbeit und füllten unwirksame Präparate in die für die Behandlung der SS vorgesehenen Ampullen, brauchbares Serum wurde Häftlingen verabreicht. Auf diese Weise gelang es, das Leben zahlreicher Probanden zu retten.
Bei Verdacht auf Tuberkulose erfolgten die Routineuntersuchungen des Blutbildes durch die Labors des Hygiene-Institutes der Waffen-SS. Diese meldeten die Ergebnisse an die zuständigen Ärzte der Waffen-SS.
Es ist dokumentiert, dass das Hygiene-Institut der Waffen-SS abgeschnittene Kinderköpfe zur Anfertigung histopathologischer Schnitte vom KZ-Arzt Josef Mengele geschickt bekam. Die Kinder waren zuvor bewusst infiziert worden.
Nach Kriegsende wurden zahlreiche der Verantwortlichen im Nürnberger Ärzteprozess angeklagt. Viele wurden für schuldig befunden und zum Tode verurteilt.